# 野球TRPG ボールパーク!
『野球TRPG ボールパーク!』は、盤狼峰／ボールパーク制作チームが製作した野球RPG。
2007年5月に国際通信社から出版された。

## 概要
『ボールパーク!』のキャラクターはすべて、プロ野球チームに所属する野球選手となる。
投手の投球が想定通りストライクになるか、打者の打球がどのように飛ぶか、捕球した外野手のバックホームが間に合うかなど、
ひとつのプレーごとに一回の行為判定によって解決される。
野球RPGであり野球のシミュレーションをテーマにしたシステムではあるが、ひとつの試合を完全に再現することは想定されていない。
マスタリングの章に「野球パートでは1試合を全て再現する必要は無く、必要な場面をピックアップしながら試合の全体を動かしていくようにシステムがデザインされています」と書かれている通りである。
付属のリプレイでは、投手ひとりが1/3投球回を行ない、打者ふたりがそれぞれ1打席を行ない、ゲームが終了している。
もし「投手がストレートを投げ、打者が撃ち返してゴロになるが、ショートは捕球に失敗。その間に二塁ランナーが一気にホームを目指すが、レフトのバックホームが間に合いホームでアウト」
という試合展開が再現されるのであれば、
「コントロール判定：成功」「球威判定：成功」「打撃力判定：2成功」「守備力判定：失敗」「進塁判定：成功」「肩判定：成功」
までの判定8回で結果が出ることになる。

## 世界設定
現代日本が舞台であり、実在するプロ野球チーム同士による試合が物語となる。
GMは任意に架空のチームや架空の特別試合を作ってもよい。例として「京都大文字ファイヤーズ」が紹介されている。

## システム

### 行為判定
キャラクターの行動の成否を判断する行為判定のシステムは、個数カウント方式に属する。
具体的には、対応する能力値の個数までの6面ダイスを振り、判定値3以下の目が出た数によって判定される。

### 情熱チップ
プレイヤーが感動的な発言や行動など、ゲームを盛り上げる演技（ロールプレイ）を行なった場合、他のプレイヤー・GM・観客はそのプレイヤーに情熱チップを与えることができる。
行為判定の際に情熱チップの使用を宣言すると、使用する情熱チップ1枚につき、振れる6面ダイスが1個追加される。

## キャラクタータイプ
キャラクタータイプから2種類選択することでキャラクターは作成される。
- 豪腕 - フルスイングで打球を飛ばすのを得意とするタイプ。
- 匠 - コンパクトスイングでバットに当てるのを得意とするタイプ。
- 韋駄天 - 俊足を生かして走塁を得意とするタイプ。
- お祭り野郎 - ダイビングキャッチやヘッドスライディングで試合を盛り上げるタイプ。
- ヒーロー - チャンスに強い頼れる選手となるタイプ。
- 仕事人 - 守備やバントで腕前を見せるタイプ。
- 野球狂 - 相手投手の配球や球場の特性を知り尽くしたタイプ。
- 超人 - 身体が強くホームランキャッチなどができるタイプ。
- 狼 - 対戦相手を畏怖させられる迫力がある対応。
- ミスティック - 占いで配球を読むなど不思議な力が使えるタイプ。
- 投手 - 投手はこのタイプを選択しなければならない。
- 捕手 - 捕手はこのタイプを選択しなければならない。
- ルーキー - 若さゆえに潜在力が高いタイプ。
- 裏方 - 監督・コーチ・スカウトなどで活躍するタイプ。